# Pinarocorys
Pinarocorys là một chi chim trong họ Alaudidae.